# Elke Hipler
Elke Hipler (ur. 19 września 1978 w Essen) – niemiecka wioślarka.

## Osiągnięcia
- Mistrzostwa Świata Juniorów – Poznań 1995 – dwójka bez sternika – 2. miejsce[1].
- Mistrzostwa Świata Juniorów – Glasgow 1996 – dwójka bez sternika – 1. miejsce[1].
- Mistrzostwa Świata – Aiguebelette 1997 – czwórka bez sternika – 3. miejsce[1].
- Mistrzostwa Świata – Kolonia 1998 – ósemka – 6. miejsce[1].
- Mistrzostwa Świata – St. Catharines 1999 – dwójka bez sternika – 2. miejsce[1].
- Mistrzostwa Świata – Sewilla 2002 – dwójka bez sternika – 8. miejsce[1].
- Mistrzostwa Świata – Mediolan 2003 – ósemka – 1. miejsce[1].
- Igrzyska Olimpijskie – Ateny 2004 – ósemka – 5. miejsce[1].
- Mistrzostwa Świata – Eton 2006 – dwójka bez sternika – 3. miejsce[1].
- Mistrzostwa Świata – Eton 2006 – ósemka – 2. miejsce[1].
- Mistrzostwa Świata – Monachium 2007 – dwójka bez sternika – 2. miejsce[1].
- Mistrzostwa Świata – Monachium 2007 – ósemka – 5. miejsce[1].
- Igrzyska Olimpijskie – Pekin 2008 – ósemka – 7. miejsce[1].